# Oliveirinha
Oliveirinha è una parrocchia civile (freguesia) nel comune di Aveiro. La popolazione nel 2011 era di 4 817 abitanti, su una superficie di 12,07 km².